# Canton de Vernoux-en-Vivarais
Le canton de Vernoux-en-Vivarais est une ancienne division administrative française située dans le département de l'Ardèche.

## Géographie
Ce canton était organisé autour de Vernoux-en-Vivarais dans l'arrondissement de Tournon-sur-Rhône. Son altitude variait de 219 m (Saint-Maurice-en-Chalencon) à 949 m (Châteauneuf-de-Vernoux) pour une altitude moyenne de 620 m.

## Histoire
Après son coup d'État du 2 décembre 1851, le canton de Vernoux est le seul canton rural de France à rejeter majoritairement les réformes constitutionnelles de Louis-Napoléon Bonaparte proposées par plébiscite.

## Représentation

### Conseillers généraux de 1833 à 2015
| Période                                  | Période          | Identité                                                     | Étiquette                | Qualité |
| ---------------------------------------- | ---------------- | ------------------------------------------------------------ | ------------------------ | --- |
| 1833                                     | 1834             | M. Privat                                                    |                          | Docteur en médecine à Vernoux |
| 1834                                     | 1839             | Isaac-Étienne Peyrot                                         |                          | Ancien député (1815) Ancien Maire de Silhac (1789) Médecin et maire de Vernoux |
| 1839                                     | 1848             | Baron Jean-Gabriel de Boissy d'Anglas                        | Majorité gouvernementale | Intendant militaire Député (1828-1848 et 1852-1864) Elu en 1854 dans le canton de Satillieu |
| 1848                                     | 1852             | Louis Lanthois (1793-1884)                                   | Libéral                  | Pasteur protestant à Chalencon |
| 1852                                     | 1872 (décès)     | Antoine Chalamet (1815-1872)                                 |                          | Avocat à Tournon |
| 1872                                     | 1895 (démission) | Arthur Chalamet (1822-1895) (frère du précédent)             | Gauche modérée           | Professeur agrégé de lettres Maire de Silhac Député (1876-1883) Sénateur (1883-1895) Sous-secrétaire d'Etat (1881-1882) Président du Conseil Général (1883-1894)                                            |
| 1895                                     | 1935 (décès)     | Henri Chalamet (neveu du précédent, fils d'Antoine Chalamet) | Rad.                     | Avocat Sénateur (1920-1930) Maire de Valence (Drôme) (1896-1919) |
| 1935                                     | 1940             | Pierre Delarbre (1896-1963)                                  | Rad.                     | Médecin - Maire de Vernoux Nommé conseiller départemental en 1942 Déclaré inéligible le 31 mars 1945 |
|                                          |                  |                                                              |                          | |
| 1945                                     | 1963 (décès)     | Pierre Delarbre                                              | Rad.                     | Médecin - Maire de Vernoux |
| 20 octobre 1963                          | 1992 (décès)     | Raymond Finiels                                              | DVG puis PS              | Vétérinaire Maire de Vernoux-en-Vivarais |
| 1992                                     | 2008             | Daniel Barral                                                | DVG                      | Directeur de foyer de personnes âgées Maire de Châteauneuf-de-Vernoux |
| 2008                                     | 2015             | Martine Finiels                                              | PS                       | Directrice d'un établissement sanitaire et social à Vernoux-en-Vivarais Vice-Présidente du Conseil Général Elue en 2015 dans le canton de Rhône-Eyrieux Première femme élue au Conseil Général de l'Ardèche |
| Les données manquantes sont à compléter. |                  |                                                              |                          | |

### Conseillers d'arrondissement (de 1833 à 1940)
| Période                                  | Période      | Identité                            | Étiquette              | Qualité |
| ---------------------------------------- | ------------ | ----------------------------------- | ---------------------- | --- |
| 1833                                     | 1836         | Jacques Étienne Perrier (1765-1853) |                        | Ancien magistrat, maire de Boffres                                                                          |
| 1836                                     | 1845         | M. Chalamet                         |                        | Propriétaire à Vernoux                                                                                      |
| 1845                                     | 1848         | M. Rissoan                          |                        | Expert, greffier de la justice de paix, propriétaire à Vernoux                                              |
|                                          |              |                                     |                        | |
| 1889                                     | 1919         | Louis Chabanette                    | Républicain radical    | Maire de Saint-Jean-Chambre                                                                                 |
| 1919                                     | 1935 (décès) | Paul Moullas                        | Radical puis SFIO      | Propriétaire cultivateur à Saint-Julien-Labrousse                                                           |
| 1935                                     | 1940         | Ernest Ponce (1883-1942)            | Radical anticommuniste | Minotier, conseiller municipal de Vernoux                                                                   |
| 1940                                     |              |                                     |                        | Les conseils d'arrondissement ont été suspendus par la loi du 12 octobre 1940 et n'ont jamais été réactivés |
| Les données manquantes sont à compléter. |              |                                     |                        | |

## Composition
Le canton de Vernoux-en-Vivarais regroupait neuf communes. 
| Nom                             | Code Insee | Intercommunalité         | Superficie (km2) | Population (dernière pop. légale) | Densité (hab./km2) |
| ------------------------------- | ---------- | ------------------------ | ---------------- | --------------------------------- | ------------------ |
| Vernoux-en-Vivarais (chef-lieu) | 07338      | CA Privas Centre Ardèche | 30,55            | 1 931 (2014)                      | 63                 |
| Boffres                         | 07035      | CC Rhône Crussol         | 30,10            | 652 (2014)                        | 22                 |
| Chalencon                       | 07048      | CA Privas Centre Ardèche | 9,44             | 301 (2014)                        | 32                 |
| Châteauneuf-de-Vernoux          | 07060      | CA Privas Centre Ardèche | 6,07             | 233 (2014)                        | 38                 |
| Saint-Apollinaire-de-Rias       | 07214      | CA Privas Centre Ardèche | 8,34             | 188 (2014)                        | 23                 |
| Saint-Jean-Chambre              | 07244      | CA Privas Centre Ardèche | 15,26            | 276 (2014)                        | 18                 |
| Saint-Julien-le-Roux            | 07257      | CA Privas Centre Ardèche | 8,64             | 99 (2014)                         | 11                 |
| Saint-Maurice-en-Chalencon      | 07274      | CA Privas Centre Ardèche | 7,81             | 211 (2014)                        | 27                 |

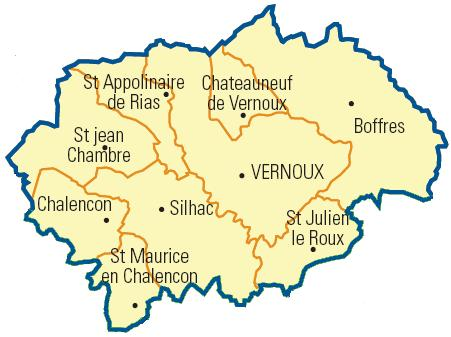
Carte du canton

| Silhac                          | 07314      | CA Privas Centre Ardèche | 22,71            | 363 (2014)                        | 16                 |

## Démographie
| 1962  | 1968  | 1975  | 1982  | 1990  | 1999  | 2006  | 2011  | 2012  |
| ----- | ----- | ----- | ----- | ----- | ----- | ----- | ----- | ----- |
| 5 068 | 4 711 | 3 994 | 4 011 | 3 973 | 3 670 | 3 978 | 4 100 | 4 174 |